# Ristretto

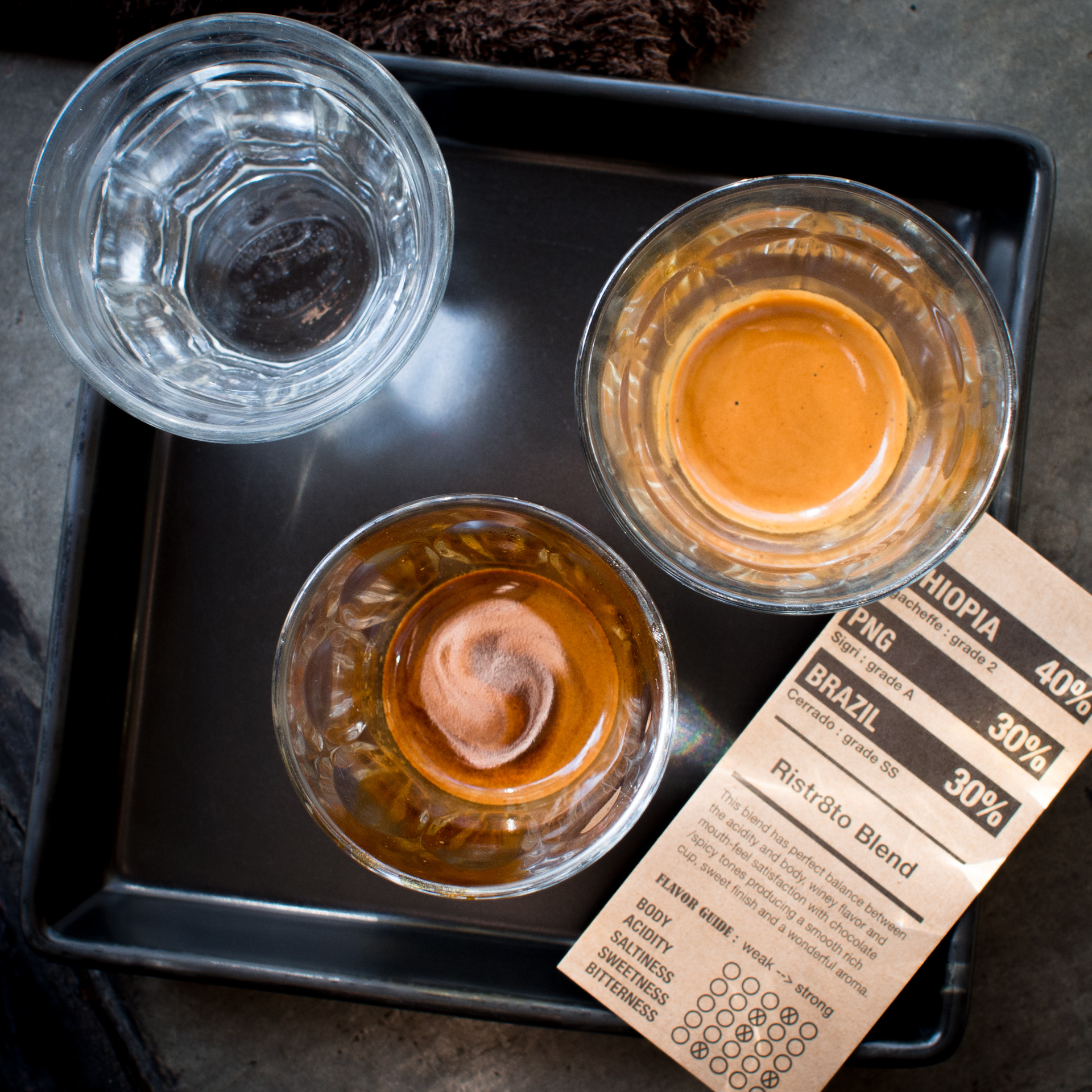
Un ristretto doble con la primera mitad en el vaso situado en el centro y la segunda mitad en el vaso de la derecha.

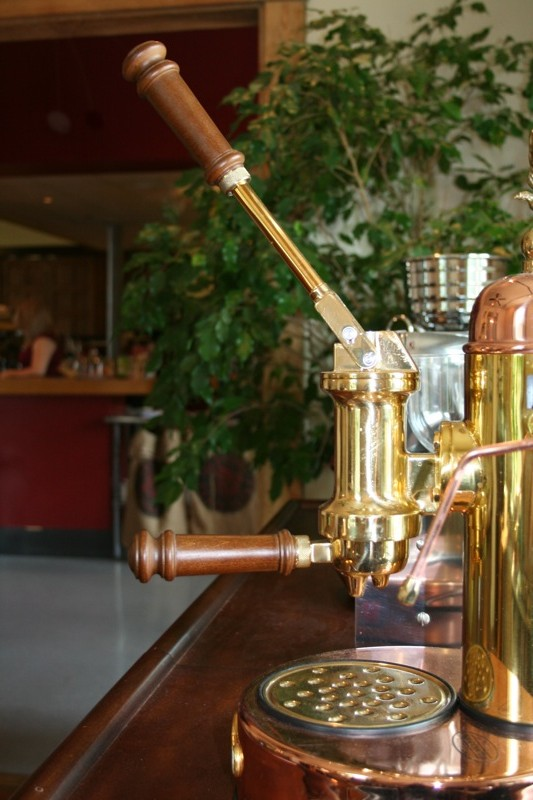
Una máquina de espresso manual.

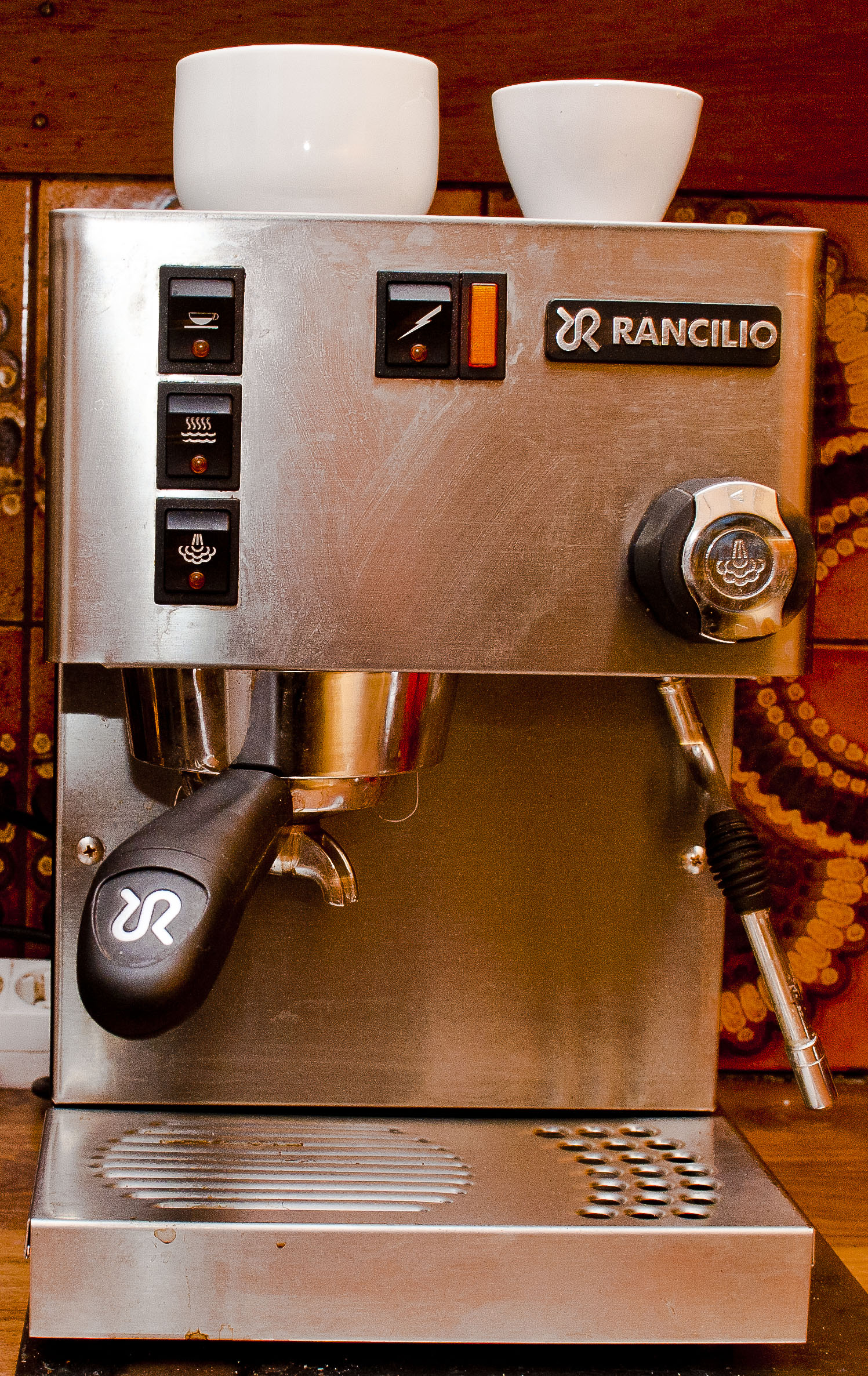
Una máquina de café espresso automática (presión bombeada de forma eléctrica).

Un ristretto es un café espresso corto hecho con una cantidad normal de café molido, pero extraído con la mitad de agua. Debido a que los ristrettos son esencialmente la primera mitad de una extracción completa, los compuestos predominantes en un ristretto son aquellos que se extraen de forma más rápida. Lo opuesto de un ristretto es un lungo (café expreso largo), que normalmente es el doble de una dosis normal de café extraído. Ristretto significa «limitado» o «restringido» en italiano, mientras que lungo significa «largo».
Independientemente de si se usa una máquina manual o una automática, una dosis doble habitual se considera generalmente que es de alrededor de 14 a 18 gramos de café molido extraído en 60 ml (dos vasos de chupito). Por lo tanto, un «ristretto doble» consume la misma cantidad de café molido, pero llena un único vaso de expreso. Para un ristretto, los cafés usan diferentes ratios de café molido y café líquido extraído. Hay algunos especialistas que recomiendan una ratio entre 1:1 hasta 1:2, lo que significa en el segundo caso, que si comenzamos con 20 gramos de café molidos, extraemos unos 40 gramos de expreso líquido. Sin embargo, en la costa oeste de los EE. UU. (p.ej., Seattle) y Canadá, la ratio puede llegar hasta el 1:1, es decir, por 20 gramos de café molido obtenemos 20 gramos de café líquido. Hay dos tipos de recomendaciones para el tiempo de extracción, que normalmente es entre 25 y 35 segundos. Para un ristretto, algunos recomiendan parar la extracción cuando se alcance la cantidad deseada (p.ej., después de 15 segundos); otros prefieren mantener el tiempo normal de la extracción, lo que se alcanza con una molienda más fina.
El café contiene más de mil compuestos aromáticos. La composición química y el sabor de un ristretto difieren de los de un café de extracción total por tres razones:
1. Más concentrado: la primera parte de cualquier extracción es la más concentrada, su color normalmente se extiende entre chocolate oscuro y pardo, mientras que el final de la extracción suele ser de un color mucho más claro, que varían desde el color pastel de calabaza oscuro a diferentes tonos de bronceado (véase la foto de arriba a la derecha). Este es un factor importante a la hora de beber directamente un café expreso solo.
2. Diferente balance: los diferentes compuestos químicos del café molido se disuelven en agua caliente a diferentes velocidades. Un ristretto contiene una mayor proporción relativa de compuestos de extracción rápida, y proporcionalmente menos compuestos característicos de una extracción larga, y por lo tanto, un equilibrio diferente.
3. Menos extractos totales: dejando de lado las proporciones relativas, en un ristretto se extraen menos compuestos del café —la caféina es uno de ellos— comparado con cafés de extracción larga. Este es un factor importante a la hora de diluir los ristrettos con agua o leche.

Los ristrettos solos —cafés que tradicionalmente se beben de una taza pequeña y no se rebajan en una taza más grande con leche o agua— podrían describirse como más audaces, completos, con más cuerpo y menos amargura. Estas características son las que normalmente se le atribuyen a un café expreso en general, pero son más pronunciadas en un ristretto. Si el ristretto se diluye con agua (para hacer un café americano o largo de agua) o leche (por ejemplo, café con leche y capuchino), resultan menos amargas y presentan un carácter «expreso» más intenso.